# Catarata Palouse

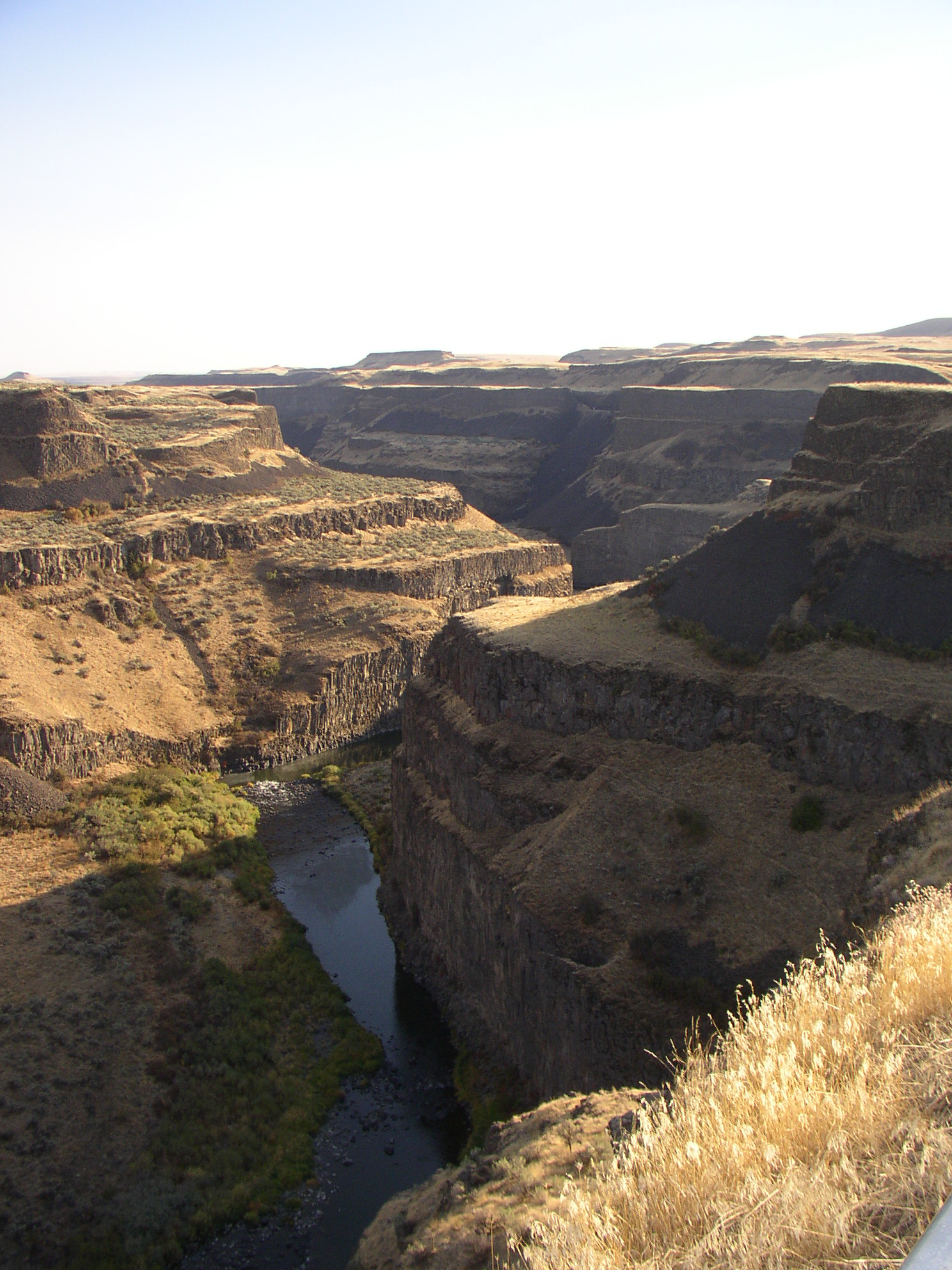
En el Cañón del río Palouse, justo río abajo de la catarata, el agua fluye junto al Risco del Centinela (Sentinel Bluffs), con la "Grand Ronde Formation" que puede verse al fondo, cubierta por los flujos de basalto.

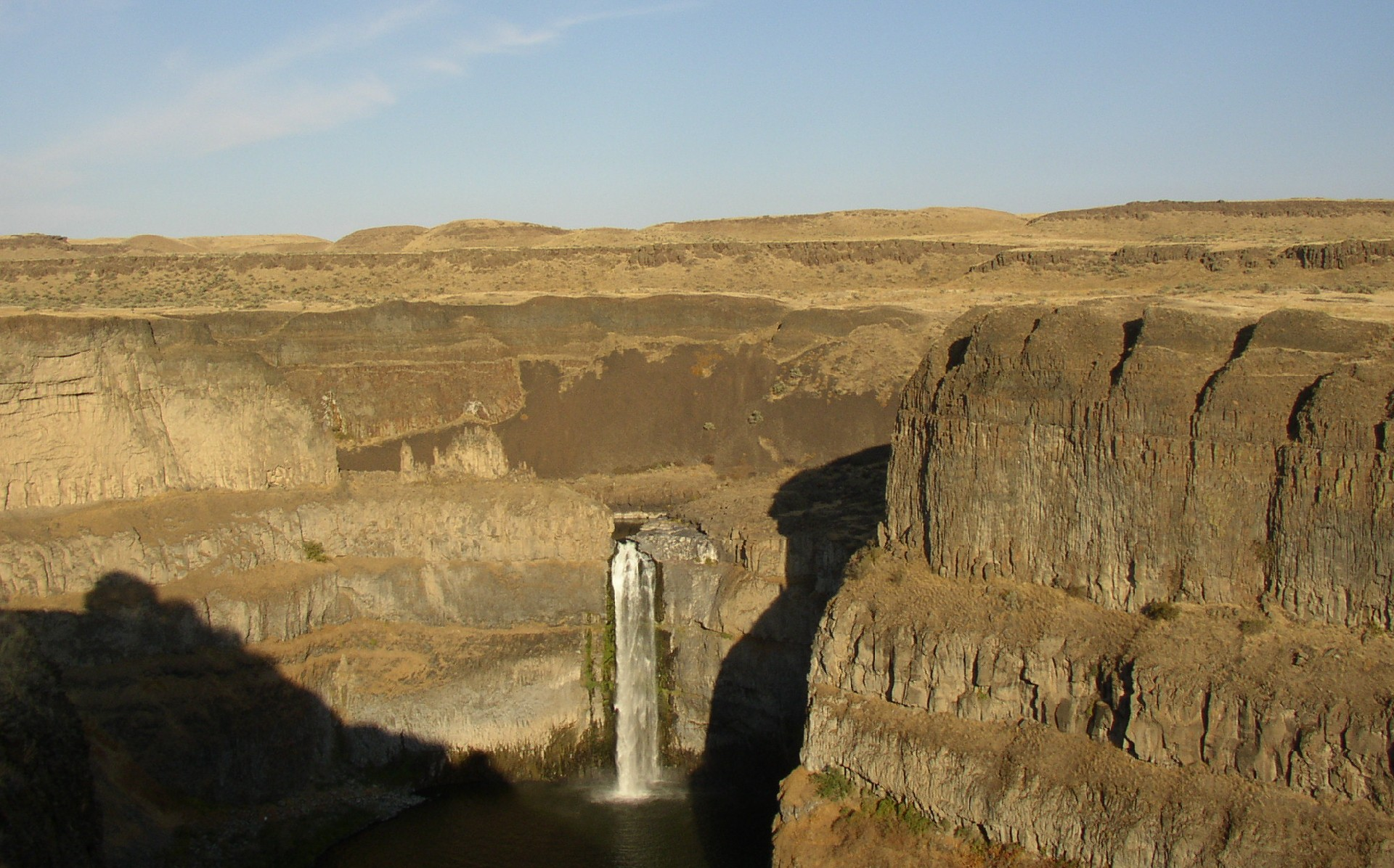
Catarata Palouse en el río Palouse.

La catarata Palouse (en inglés: Palouse Falls) es un salto de agua situado en el curso del río Palouse, unos 6 km aguas arriba de la confluencia con el río Snake, en el sureste del estado de Washington, Estados Unidos. La catarata, del tipo zambullida o en picado (plunge), tiene una altura de 60 m. Un primer salto, con unos 6,0 m de desnivel, está situado unos 300 m al norte-noroeste del salto principal.

## Geología
El cañón, en la zona de la cascada, tiene 115 m de profundidad, mostrando un corte de la formación geológica del Grupo de Basalto del Río Columbia. La cascada y el cañón río abajo constituyen una formación importante, producto del fenómeno denominado Scablands, generado por las inundaciones cataclísmicas provocadas por el vaciado súbito del gran lago Missoula, que barrieron periódicamente la zona oriental del estado de Washington a través de la altiplanicie del río Columbia durante el pleistoceno.
El río Palouse ancestral fluía a través del cauce actualmente seco del río Columbia, denominado Washtucna Coulee. La catarata Palouse y los cañones circundantes se formaron cuando las inundaciones del lago Missoula superaron la pared sur del antiguo valle del río Palouse, desviándolo al curso actual hacia el río Snake excavando un nuevo canal.
El área está caracterizada por una serie de elementos interconectados y colgados, creados por el proceso de inundación: cauces secos, cataratas, pozas, kolks, bancos de roca, buttes y pináculos pétreos propios del paisaje del Scablands. El parque Estatal de la Catarata de Palouse (Palouse Falls State Park) coincide con la catarata, protegiendo esta parte del área de especial valor paisajístico.

## Salto hidroeléctrico
En 1984, el Departamento de Utilidad Pública del Condado de Franklin propuso construir un embalse hidroeléctrico de 30 m de altura río arriba de la cascada. Esto habría producido algo más de un tercio del consumo eléctrico del condado, reduciendo el pago de impuestos sustancialmente. Aun así, la mayoría de los ciudadanos desestimó el proyecto, preservando este elemento geológicamente tan característico.

## Palouse Falls State Park
La catarata está incluida en el ámbito protegido del Parque Estatal Palouse Falls (Palouse Falls State Park), que controla el acceso a las mismas y ofrece información sobre la geología única de la región, así como de sus lazos históricos (tanto los indios Palouse como la Carretera Mullan aprovecharon el fácil acceso a la altiplanicie en la proximidad de la cascada).

## Piragüismo
El 21 de abril de 2009, Tyler Bradt recorrió la cascada en un kayak, lo que supone un registro mundial oficioso para el recorrido de la cascada más alta. Su agente de medios de comunicación facilitó el vídeo con las imágenes de Bradt cayendo por la cascada a la revista Sports Illustrated, que las incluyó en su sitio web. La revista publicó una fotografía a doble página de la hazaña en su edición del 18 de mayo. Las fotos también fueron reproducidas en España por la revista ¡Hola! en su edición internacional del 23 de septiembre de 2009.

### Altura de la cascada
A raíz del registro mundial oficioso del recorrido de la cascada más alta, se suscitó la cuestión de la medición correcta de su altura. Con el propósito de reclamar el registro mundial, el equipo de Bradt midió la caída y determinó que su altura era de 57 m desde la zona superior inmediatamente por encima de la caída principal hasta la poza situada inmediatamente debajo. Un diario regional, The Spokesman-Review, localizó las mediciones oficiales, averiguando que la Administración del Estado de Washington no disponía de datos actualizados utilizando equipos láser de medición, y que los únicos datos disponibles databan de 1945 y se habían realizado utilizando técnicas no muy precisas. Aun así, un profesor de geología de la Universidad Whitman dirigió un equipo de estudiantes, que determinó que la altura más probable de la caída en la catarata principal durante el intento de récord debió estar en unos 55 m.

## Catarata Oficial del Estado
El 12 de febrero de 2014, la Cámara Estatal de Representantes del Estado de Washington aprobó unánimemente la resolución HB 2119 para hacer de Palouse Falls «la cascada oficial del Estado de Washington». La propuesta fue obra de un grupo de alumnos de una escuela elemental de la cercana ciudad de Washtucna.